# Pseudocalanus minor
Pseudocalanus minor är en kräftdjursart. Pseudocalanus minor ingår i släktet Pseudocalanus och familjen Clausocalanidae. Inga underarter finns listade i Catalogue of Life.